# Liu Zhongqing
Liu Zhongqing (Daqing, 10 november 1985) is een Chinese freestyleskiër, gespecialiseerd op het onderdeel aerials. Hij vertegenwoordigde zijn vaderland op vier achtereenvolgende Olympische Winterspelen; Turijn 2006, Vancouver 2010, Sotsji 2014 en Pyeongchang 2018.

## Carrière
Liu maakte zijn wereldbekerdebuut in februari 2004 in Harbin, dankzij een vijftiende plaats scoorde hij direct zijn eerste wereldbekerpunten. Elf maanden na zijn debuut behaalde hij in Shenyang zijn eerste toptienklassering. Tijdens de wereldkampioenschappen freestyleskiën 2005 in Ruka eindigde de Chinees op de eenentwintigste plaats. In Turijn nam Liu deel aan de Olympische Winterspelen van 2006, op dit toernooi eindigde hij op de achttiende plaats.
In januari 2009 stond de Chinees voor de eerste maal in zijn carrière op het podium van een wereldbekerwedstrijd. Op de wereldkampioenschappen freestyleskiën 2009 in Inawashiro eindigde Liu op het onderdeel aerials als vierentwintigste. Tijdens de Olympische Winterspelen van 2010 in Vancouver veroverde de Chinees de bronzen medaille op het onderdeel aerials.
Op de wereldkampioenschappen freestyleskiën 2013 in Voss eindigde Liu als vierde op het onderdeel aerials. Op 15 december 2013 boekte hij in Beida Lake zijn eerste wereldbekerzege. In het seizoen 2013/2014 won de Chinees de wereldbeker op het onderdeel aerials. Tijdens de Olympische Winterspelen van 2014 in Sotsji eindigde Liu als 21e op het onderdeel aerials.
In de Spaanse Sierra Nevada nam hij deel aan de wereldkampioenschappen freestyleskiën 2017. Op dit toernooi eindigde hij als twaalfde op het onderdeel aerials. Tijdens de Olympische Winterspelen van 2018 in Pyeongchang eindigde de Chinees als negende op het onderdeel aerials.

## Resultaten

### Olympische Spelen
| Jaar | Plaats      | Resultaten  |
| ---- | ----------- | ----------- |
| 2006 | Turijn      | 18e Aerials |
| 2010 | Vancouver   | Aerials     |
| 2014 | Sotsji      | 21e Aerials |
| 2018 | Pyeongchang | 9e Aerials  |

### Wereldkampioenschappen
| Jaar | Plaats        | Resultaten  |
| ---- | ------------- | ----------- |
| 2005 | Ruka          | 21e Aerials |
| 2009 | Inawashiro    | 24e Aerials |
| 2013 | Voss          | 4e Aerials  |
| 2017 | Sierra Nevada | 12e Aerials |

### Wereldbeker
Eindklasseringen
| Seizoen   | Algm | AE   |
| --------- | ---- | ---- |
| 2003/2004 | 173e | 42e  |
| 2004/2005 | 100e | 32e  |
| 2005/2006 | 87e  | 28e  |
| 2006/2007 | 25e  | 11e  |
| 2007/2008 | 120e | 28e  |
| 2008/2009 | 43e  | 16e  |
| 2009/2010 | 18e  | 6e   |
| 2010/2011 | 75e  | 22e  |
| 2011/2012 | 16e  | 5e   |
| 2012/2013 | 27e  | 9e   |
| 2013/2014 | 4e   | Goud |
| 2015/2016 | 127e | 26e  |
| 2016/2017 | 64e  | 14e  |
| 2017/2018 | 59e  | 14e  |

Wereldbekerzeges
| Datum            | Plaats         | Onderdeel |
| ---------------- | -------------- | --------- |
| 15 december 2013 | Beida Lake     | Aerials   |
| 14 januari 2014  | Val Saint Come | Aerials   |